# Gears of War: Judgment
Gears of War: Judgment es un videojuego de disparos en tercera persona, del género acción-aventura y videojuego de terror, es el cuarto título de la saga Gears of War , se estrenó el 19 de marzo para Norteamérica y partes de Europa , y el 21 de marzo se estrenó para las demás provincias.
El 4 de junio de 2012, Microsoft anunció oficialmente el desarrollo del juego en la conferencia de prensa de la compañía durante la Electronic Entertainment Expo 2012, antes de lanzar un tráiler del debut y demostrar las fantásticas características de multijugador. Antes de qué Microsoft anunciara, los periodistas de videojuegos ya había determinado que la cronología de los acontecimientos serían anteriores a la de los otros lanzamientos de la franquicia, y que contaría con la precuela de Damon Baird y August Cole como protagonistas.

## Campaña
Ambientado 30 días después del Día de Emergencia, 14 años antes de Gears of War 1.
Narra la historia del Escuadrón Kilo, un comando liderado por dos viejos conocidos de la saga: Damon Baird y Augustus Cole. A ellos se unirán nuevos personajes como Sofía Hendrick y Garron Paduk, en su intento por salvar la asediada ciudad de Halvo Bay de un nuevo y terrible enemigo conocido como General Karn. Por primera vez en la saga, “Gears of War: Judgment” inaugura un revolucionario sistema llamado “Misiones Desclasificadas” que alterará elementos del modo Campaña como eventos y escenarios para ofrecer una experiencia nueva cuando la juegues por 2ª vez o posteriores.
Empieza el juego cuando el Escuadrón Kilo es juzgado por haber lanzado una bomba de masa ligera al General Karn.
La primera parte de la historia es narrada por Baird y se trata que la misión del Escuadrón Kilo es reunirse con un convoy que queda destruido por los Locust (La misión desclasificada es que los infames son negros y su sangre es como imulsión). Después la siguiente misión es ir al museo que estaba al otro lado del río que dividía la ciudad antigua en dos partes y una la manejaba la COG, ahí te puedes encontrar un francotirador nuevo (La misión desclasificada es que tiene 4:00 minutos antes de que el martillo del alba haga un ataque masivo). El Escuadrón Kilo entra al museo, guardias Ónices les dicen que cubran la sala principal de 2 hordas Locust (la misión desclasificada es que Nemacyst se unen a la horda). La siguiente misión era apoyar a Negro 4 que se encontraba en la ala este, el paso obligado a la ala este era la ala Kashkur cuál te encontraras maulers (La misión desclasificada es que aparecen cyclops). Al llegar al ala este los mismos guardias Ónice te dicen que protejas el ala de 2 oleadas Locust (La misión desclasificada es que evites que los Locust dañaran la armadura de Nassar Embry). La misión que más segura del Pelotón Kilo era seguir a los Ónices, no lo fue desde luego, al bajar encontraran al Ónice Negro 4 (La misión desclasificada es destruir todos los huevos serapedes o si no aparecerán más). La última misión que contó Baird fue que entraron a la sala de cámaras cual estaba invadida de Guardias Theron y de Infames. (La misión desclasificadaes que una nube de polvo invadió la sala y no se pueden detectar enemigos a largos alcances).
La segunda parte de la historia es contada por Sofía que dice las misiones del instituto militar Halvo Bay:
Al inicio es que se vieron cientos de Drones entrando al museo y después se vio a Karn pisando a un guardia Ónice.
Sofía narra que usaron una ruta por las alcantarillas y llegaron al puente que daba a la entrada del instituto.
La primera misión era tomar el puente de Enfield cual estaba manejado por Guardias Theron y de Infames cuales tenían Francotiradores, (La misión desclasificada era tomar el puente con pocas municiones, sin usar francotiradores y que ataquen más Ravers)el cual al final de la misión entran al instituto.
El Escuadrón Kilo, al entrar al museo la siguiente parte que tenías que cruzar era el patio de la academia, la misión era matar a una oleada de Boomers y Drones locos que solos le podías dar en la cabeza, (la misión desclasificada es que se narra que cuando se fundó el Instituto el antiguo director temía que la UNR la invadiera e instaló un interruptor que sacaba un gas venenoso, solo tiene 4:00 minutos antes de que salga el gas. después de los testimonios de: Baird, Sofía Hendrick, Paduk y Cole, los locust entran en la sala del tribunal del general loomis y la destruyen. el escuadrón kilo sale y se enfrenta en la batalla final con el general karn y lo derrotan.

## Personajes
- Damon Baird

Baird, nace en el centro de una familia con una excelente posición económica y crece alrededor de máquinas. Pasa su infancia armando y desarmando aparatos, inventando nuevos artefactos y luciéndose en las ferias de ciencias. Las máquinas se convirtieron en su pasatiempo favorito, de ahí su excelente habilidad con la maquinaría. Años más tarde Baird intenta ingresar a la escuela de ingeniería, sin embargo, sus padres ponen la condición que para recibir su herencia, él tendrá que alistarse en el ejército antes de entrar a la universidad, de esta forma es como Baird se alista en el ejército en el Día de la Emergencia. Además en esta entrega hicieron a Baird más guapo a comparación de sus apariciones en los otros juegos porque se le veía algo feo y sucio de la cara. Aunque en Gears of War 3 ya se le vio un poco mejor a pesar de estar más viejo en ese punto con aproximadamente 40 años.ya incluidos en las entregas anteriores.
Baird es bromista pero llega a ser cruel y sarcástico, estos rasgos lo mantienen a raya de la convivencia con la gente, por esta razón prefiere pasar su tiempo armando máquinas.
Esta habilidad le permite convertirse en un experto examinando objetos Locust dejados en el campo de batalla por lo que se hace indispensable en el escuadrón.
- Augustus Cole

Cabo de las Fuerzas Armadas de la “Coalición de Gobiernos Ordenados” y famoso exjugador Thrashball.
Cole nace en la ciudad de Hanover y se convierte en uno de los mejores jugadores de Thrashball llegando a ganar grandes cantidades de dinero que tenía guardados en un banco en Ephyra. Jugó en varios equipos con el número 83, pero su temporada más famosa fue al jugar con los Cougars, los cuales eran de su ciudad natal.
Cole al igual que Baird, se alista en el ejército el Día de la Emergencia y se da a conocer por su carácter sencillo y amigable, su vida militar la pasa acompañando a su amigo Baird. Durante su carrera rechaza oportunidades de ascensos bajo la firme idea de que esto no cambiará la cantidad de Locust que elimine.
- Sofia Hendrick

Hendrick fue cadete de la academia de Guardias Onyx donde se les conoce como los mejores soldados que solo entran en combate ante extrema necesidad, también son quienes asisten al presidente de la CGO como su guardia personal. El día de su graduación coincide con el surgimiento del Día de la Emergencia por lo que tiene que ser cancelada.
Fue marcada por los horrores de la guerra que presenció al ser corresponsal de medios de comunicación de la Coalición de Gobiernos Ordenados de durante las Guerras del Péndulo, por esta razón decide alistarse al ejército y luchar contra los Locust.
- Garron Paduk

Durante la Guerra del Péndulo sirvió como soldado para la Unión de Repúblicas Independientes en la devastada Gorasnaya.
Cuando los Locust emergieron, poco después el resto de la URI se rindió y en algunos casos fueron encarcelados por la CGO como fue el caso de Paduk.
Su servicio militar, el hecho de que Gorasnaya se había negado a firmar el armisticio URI-CGO, transformándose automáticamente en prisionero de guerra y su capacidad de persuasión, le sirven para convencer a la CGO que él valía más para servir como un Gear, que sentado en una celda de cárcel, de esta forma es como se une finalmente al ejército CGO.
- Ezra Loomis

Loomis es un Coronel de las Fuerzas Armadas de la CGO de ideas sumamente cuadradas, pragmático y siempre acatado a las reglas, de la vieja escuela incapaz de ajustar su método por el bien de la humanidad. Era un Gear que durante los primeros años de la Guerra Locust juzgó al Escuadrón Kilo por sus acciones en Halvo Bay. Tuvo una infancia con problemas económicos.

## Modos de Juego
- Todos Contra Todos

Como su nombre lo dice, consiste en luchar todos contra todos, tiene un máximo de 10 jugadores (personajes COG) y gana el jugador que llegue primero a cierto número de bajas requeridas para ganar. En este modo, no se pueden abatir enemigos (no hay la posibilidad de que un compañero te reanime).
- OverRun (Invasión)

En este modo humanos y Locust, tendrán que sobrecargar el generador rival mientras protegen el propio a toda costa. Distintas clases con sus características propias para cada bando más la posibilidad de fortificar las bases como en Gears of War 3, hacen que este modo parezca una buena manera de gastar tiempo jugando en línea.
- Supervivencia

Este es un modo tipo Horda, el cual llevará el nombre de Survival (supervivencia), según revela la lista de logros del juego. Pese a que Epic Games no ha suministrado más información en torno al modo Survival, uno de los logros, Survivor, se obtiene al “completar diez oleadas en todos los mapas del modo Survival”. 
La discusión del modo Survival en los foros de Epic Games menciona que probablemente Survival será un modo Horda 3.0, aunque no está claro si entre oleada y oleada habrá un momento para recoger munición y similares, o si cada oleada aparecerá una tras otra. Por otra parte, la discusión señala que probablemente el modo Survival comparta mapas con los modos OverRun y Multiplayer.
- Ejecución

El modo multijugador del juego Gears of War: Judgment recibió un nuevo impulso con un nuevo mapa. Regresa la serie de primera necesidad de “ejecución” en el campo de batalla con golpes de gracia como el orden del día, Haven descongela un nuevo campo de batalla helado.
El paquete va acompañado de una actualización dado al fallo del primer título, que se ocupa de varias correcciones de errores menores y mejoras en el modo multijugador. Asilo solo estará disponible de forma gratuita durante un tiempo limitado, así que date prisa y únete a algunas de las nuevas experiencias de reproducción mientras estás en ello.
Ambos mapas se presentan por la revista Maxim. Preferimos pensar que Maxim realizó el rescate de contenido después de un robo encubierto profundo dentro de las oficinas de Epic.
- Warzone (Zona de Guerra)

Gears of War: Judgment esconde el modo Warzone en el disco, uno de los modos descartados en esta entrega que estaba disponible en los anteriores Gears of War.
En Warzone se enfrentaban dos equipos en el que cada jugador contaba solo con una vida; la ronda terminaba en el momento en el que un equipo caía. En esta ocasión no se trata de un añadido que se desbloqueará en un futuro, no obstante: según un representante de Microsoft es parte del código de Gears of War 3, juego en el que se basa Judgment.
"No planeamos lanzar Warzone," ha afirmado el representante de Microsoft a Eurogamer. "Pero lanzaremos Execution, un modo muy similar, como una actualización gratuita el 2 de abril en Xbox Live."
A pesar de que no está accesible de modo oficial, los jugadores todavía pueden acceder a Warzone usando el siguiente sistema: tras iniciar el juego elige "partida privada", luego "Team Death Match" y presiona A. Vuelve a presionar los botones A y B a la vez y aparecerá un mensaje que te preguntará si quieres continuar. Presiona A de nuevo, y a disfrutar.
- Dominación

Dominación sustituye a Rey de la Colina y/o Anexo de las anteriores sagas. Cuenta con la diferencia de que en este modo se tienen que capturar 3 anillos distribuidos en todos los mapas simultáneamente, a diferencia de Anexo (Gears of War 1 y 2) o Rey de la Colina (Gears of War 3), en el cual solo era uno.
- Duelo por Equipos

Este modo debutó en Gears of War 3 y también está disponible en esta saga. En este modo de juego participan 2 equipos, cada uno deberá matar a los jugadores del equipo contrario. Las reglas son las mismas que las de Zona de Guerra con excepción de que aquí existen cierta cantidad de reapariciones, se pueden modificar la cantidad de bajas antes de iniciar la partida (Privadas).
En Gears of War 3 es el modo más jugado al igual que en esta saga junto con el modo Todos Contra Todos.
- Master at Arms (Maestro de Armas)

Este nuevo y exclusivo modo para Gears of War: Judgment pondrá a prueba las habilidades como soldados de los jugadores. El objetivo es obtener una baja con cada una de las 20 armas disponibles, sin recurrir al cuerpo a cuerpo ni al uso de granadas. Cada muerte llevará a la siguiente arma disponible hasta que se hayan utilizado todas y demostrado que el jugador es realmente un maestro en armas. Disponible en el DLC Call to Arms.
- Breakthrough (Avance)

Estilo de objetivos individuales que incluye dos equipos de roles muy distintos, uno con posesión de una bandera que debe entregar en una ubicación concreta, y otro que por el contrario tiene un rol defensivo y recursos limitados. El equipo que ataca debe romper las líneas defensivas del enemigo y entregar la bandera antes de que su ronda de vidas se agote.Disponible en el DLC Lost Relics.

## Mapas Multijugador
- Góndola

Los Apartamentos Coastal Villa son una parte de la exclusiva comunidad de Halvo ubicada en las laderas de la prestigiosa Agora. Los residentes disfrutan de lujos en el interior y vistas al océano desde un patio o balcón privado. Esta zona residencial tranquila y cerrada se encuentra a un paseo corto en góndola de las tiendas y negocios de mayor renombre de la activa e interesante comunidad costera.
- Island (Isla)

Los Apartamentos Coastal Villa son una parte de la exclusiva comunidad de Halvo ubicada en las laderas de la prestigiosa Agora. Los residentes disfrutan de lujos en el interior y vistas al océano desde un patio o balcón privado. Esta zona residencial tranquila y cerrada se encuentra a un paseo corto en góndola de las tiendas y negocios de mayor renombre de la activa e interesante comunidad costera (Exclusivo para Overrun).
- Junkyard (Vertedero)

Cuando los Locust invadieron Halvo Bay, atacaron desde todos lados. Una patrulla de soldados COG vio una masa de Kryll que salía del vertedero Angry Bear y, a continuación, se produjo una de las batallas más extrañas de la guerra; para salvar la ciudad, el COG tuvo que defender, precisamente, un basurero. Esta patrulla tuvo que mantener a raya a los Locust sin ayuda hasta que se consiguió alinear un satélite HOD para sellar los E-Holes de forma permanente (Exclusivo para Overrun).
- Library (Biblioteca)

La Alexiy Desipich Memorial Library no es una biblioteca al uso, sino un archivo de documentos importantes relacionados con su vida, carrera e intereses personales. Desipich, ávido historiador, político y filósofo, es conocido como el padre y creador del Canon austero, la base filosófica del COG, que se ha modelado a partir de ocho principios: orden, diligencia, pureza, trabajo, honor, lealtad, fe y humildad.
- Skyline (Horizonte)

Cuando los Locust empezaron a salir de agujeros en el suelo, que podían aparecer en cualquier momento, muchos pensaron que el mejor sitio para estar seguro era “arriba”. Estos refugiados se agruparon en campamentos en azoteas, compartían recursos, construían refugios y formaban comunidades alejadas del resto del mundo (Exclusivo para Overrun).
- Streets (Calles)

Los callejones y las zonas de obras de Halvo Bay nunca saldrán en las postales turísticas, pero estas instalaciones y carreteras industriales son el verdadero corazón de la ciudad. Si subes a los tejados, las vistas no mejorarán (tampoco el olor), pero estarás en un lugar más estratégico desde el que organizar tus defensas. Ten cuidado por la noche; podrías acabar derretido en las máquinas acereras o convertido en carne picada para una carnicería.
- Rig (Plataforma)

Rig es un mapa estándar localizado en la Plataforma Emerald Spar Imusion, una plataforma taladro lejos de la costa que ha aguantado el paso del tiempo en aguas difíciles, guerras, invasiones enemigas e incluso piratas. Las áreas de combate combinan corredores angostos entretejidos alrededor de un espacio central abierto que está expuesto al fuego de todos lados. Una de las características importantes de este mapa es el helicóptero Raven; el cual permite mucha interacción con él y su alrededor.
- Estate (Finca)

Estate es un mapa de la modalidad Overrun localizado en una de las famosas mansiones Halvo Bay; su localización cercana al río y la oscuridad de la noche la hace vulnerable a la invasión Locust. El equipo Invasor Locust puede cruzar el río a través del puente que lleva a la pequeña pero bien defendida mansión y si la marea está baja también puede cruzar por los vados del río. Los dos caminos se cruzan en ciertos puntos, haciendo de este objetivo uno de los más complicados y únicos, de los mapas de modalidad Overrun (Exclusivo para Overrun).
- Haven (Refugio)

Haven, es un monasterio asiático escondido en las montanas de azura, los creativos de Epic trasformaron el paraíso tropical Azura en una tierra congelada, pero dirás y tiene de especial, bueno, en este mapa contara mucho por donde te mueves en la arena tu movimiento será ágil y rápido pero estarás al descubierto, mantén el control dentro del edificio en el anillo y podrás ver a todos tus enemigos pero ellos también podrán verte, en el anillo exterior hay variadas armas poderosas.Disponible en el bazar de Xbox Live.
- Terminal (Estación)

La velocidad y ferocidad de la invasión de los Locust tomó totalmente por sorpresa a Halvo Bay. Los ciudadanos se dispusieron a evacuar la ciudad por todos los medios posibles y las fuerzas del COG fueron llamadas a mantener el orden tras implantarse una ley marcial. Sin embargo, los Locust no mostraron la menor piedad ni dieron cuartel a Halvo Bay, sino que se centraron en el asedio de trenes como este para aprovecharse de estos entornos cerrados, como si de ratoneras se trataran, y poder atrapar el mayor número de humanos indefensos posibles. En ocasiones, las fuerzas del COG pudieron resistir lo suficiente para llevar a cabo una evacuación final, pero muchos de ellos perdieron sus vidas para defender la vida de la gente y la tierra que amaban. (Exclusivo para Overrun).Disponible en el DLC Call to Arms.
- Boneyard (Cementerio)

El concepto de servicios funerarios tradicionales tuvo que ser suspendido debido al constante flujo y el volumen alarmante de víctimas como en Sera, víctima de la Horda Locust. los jardines memoriales convirtieron rápidamente en cementerios. Había tumbas, mausoleos y agujeros sin nombre todos estos estaban llenos de los restos de los caídos, sus esqueletos apilados en montones. Nunca se sabe qué o quién, estará caminando sobre estos jardines, y un día estará obligado a unirse a ellos. Disponible en el DLC Call to Arms.
- Blood Drive (Vía de Sangre)

A medida que las bajas se sucedían, el personal del Halvo Memorial empezó a trabajar en el que sería el mayor esfuerzo de clasificación de enfermos en función de su gravedad en la historia de Sera. La campaña “Dona Sangre Hoy” inspiró una donación de sangre a nivel mundial para ayudar a las fuerzas del COG y a los ciudadanos heridos. Por desgracia, Halvo cayó rápidamente y el hospital acabó convirtiéndose en un campo de batalla en lugar de en un santuario. Pero la semilla de la esperanza se había plantado y las administraciones del resto de hospitales Memorial se movilizaron para mantener vivo el proyecto, hasta que al final el Jacinto Memorial se erigió como el último bastión en pie de esperanza para el pueblo de Sera.Disponible en el DLC Call to Arms.
- Dreadnought (Acorazado)

"En los meses inmediatamente posteriores al Día de la Emergencia, el COG consiguió capturar varios Locust Berserkers y decidió transportarlos por mar a través del CNV Pomeroy, pensando que sería la forma más segura de eludir posibles ataques subterráneos. Lo que no sabían era que los Locust contaban con bestias acuáticas y que serían implacables en su lucha por recuperar a los Berserkers. El Pomeroy acabó acorralado e innumerables tropas de Locust se prepararon para un asalto que acabó con el abandono de la nave" (Exclusivamente para Overrun).Disponible en el Bazar de Xbox Live.
- Checkout (De Compras)

En este mapa la acción transporta al jugador a una tienda abandonada. Su dueño intentó deshacerse del inventario durante las evacuaciones HOD, pero finalmente tuvo que marcharse y dejar todo en manos del tiempo y la historia. Los intensos combates en esta tienda harán que la elección del arma sea un factor clave y que cubrirse sea esencial para sobrevivir. Cuando te enfrentes a tu enemigo, no olvides aquello de que “todo vale”.Disponible en el DLC Lost Relics.
- Lost City (Ruinas)

Las ruinas de esta ciudad fueron antaño un importante hallazgo arqueológico. Aunque han pasado cientos de años, el acueducto y los sistemas de canales siguen funcionando y demuestran el dominio de la arquitectura y la ingeniería de los antiguos pobladores de Sera. Como ocurrió con otros muchos proyectos, la excavación se interrumpió de forma abrupta con la invasión Locust. Ahora todas las ciudades de Sera parecen tan desiertas como ésta.Disponible en el DLC Lost Relics.
- Museum (Museo)

El Museo de Historia Natural de Lima, situado en la bahía a las afueras de la capital, incluye toda una colección de exposiciones permanentes, programas especiales y oportunidades educativas para visitantes de todas las edades. Con una colección con más de un millón de artefactos y de especies, los visitantes podrán explorar las maravillas del mundo natural y participar en diversos talleres. Descubre antiguas espadas con poderes místicos y el aspecto de las primeras armas mecánicas de la historia de Sera.Disponible en el DLC Lost Relics.
- Ward (Sector)

La batalla por Halvo Bay tuvo lugar en varios frentes a la vez. Mientras la mayoría de las áreas de la ciudad caían rápidamente, algunas fueron capaces de organizar su defensa y fortificarse ante la llegada de la Horda. Algunos pudieron hacer retroceder a los Locust y recuperar algo de terreno antes de que todo estuviera perdido. Este mapa de Overrun se centra en una batalla pequeña pero intensa, en las que las fuerzas de la COG intentaron resistir oleada tras oleada de invasiones con escasos refuerzos. En varias ocasiones consiguieron que los Locust retrocedieran, pero finalmente se vieron inmersos en una lucha feroz con pocas esperanzas de éxito.Disponible en el DLC Lost Relics.

## DLC
- Paquete de DDC Haven

El primer contenido descargable de Gears of War: Judgment está disponible desde el 29 de marzo.Presentado por MAXIM, el contenido de Haven es el mapa multijugador "Refugio" y el modo "Ejecución". Además, incluye una actualización para poder utilizar "Matchmaking" en partidas en línea.Haven estaba previsto que fuera lanzado el 2 de abril pero fue adelantado al 29 de marzo de 2013. Además, hasta el 2 de abril, todos los que descargaron Haven, obtuvieron doble experiencia en las partidas multijugador y los que posean el pase de temporada recibieron triple experiencia. Este DLC es totalmente gratuito por tiempo limitado.
- Call to Arms

Los posedores del VIP Pase de temporada podrán descargar el contenido totalmente gratis desde el pasado 23 de abril de 2013 y esta actualmente disponible a nivel mundial por 1000 Microsoft Points. Desarrollado por Epic Games y People Can Fly, el Pack de Mapas Call to Arms ofrece a los jugadores tres mapas multijugador, el nuevo modo “Master at Arms” y seis armaduras y diseños de pistolas para personalizar las armas y los personajes.
Tomando como trasfondo la invasión de los Locust de Halvo Bay, los tres nuevos mapas ofrecen tanto combate a corta distancia como vertical, asegurando a los fanes de Gears una acción sin límite. El Pack de Mapas Call to Arms incluye 10 nuevos desafíos con un valor de 250 Gamescore.
- Paquete de DDC Dreadnought

El equipo de desarrollo de Epic Games y sus socios de Maxim anunciaron que los jugadores podrán acceder de forma gratuita a una nueva pieza de contenido descargable, llamada Dreadnought, para Gears of War: Judgment desde el 15 de mayo.
El nuevo mapa está relacionado con el modo Overrun y los jugadores podrán llegar a CNV Pomeroy, una nave donde las fuerzas COG decidieron mantener capturados a los Locust Berserkers después de los acontecimientos del Día de Emergencia.
- Lost Relics

El Pack de Mapas Lost Relics trae consigo cuatro nuevos mapas y el nuevo modo multijugador “Breakthrough”, así como nuevas armaduras y diseños de armas.
El Pack de Mapas Lost Relics de “Gears of War: Judgment” está disponible en Xbox Live para usuarios con el Pase de temporada VIP y para el resto de usuarios por 1.000 Microsoft Points.

## Videos
- Pre-Orden de HamerBurst Classic
- Preorder Bonus Young Marcus and Dom, Anya and Alex Brand.
- Gears of War Judgment - OverRun Tutorial with Lt. Damon Baird SDCC 2012
- Gears of War Judgment - Teaser Trailer E3 2012
- Gears of War:Judgment World Premiere VGA Trailer
- Gears of War Judgement The Guts of Gears Trailer
- Gears of War Judgement - Launch trailer (HD) (Subtítulos  en Español)
- Gears of War: Judgment "Call to Arms" DLC Trailer
- Gears of War: Judgment "Lost Relics" DLC Trailer
- Gears Of War Judgment Personaje - Epic Reaper (Gameplay)
- Gears of War: Judgment -- Guts of Judement Multiplayer Trailer

- Datos: Q3281061